# Свадьба Бетси
«Свадьба Бетси» (англ. Betsy's Wedding) — кинофильм, комедия режиссёра Алана Алда.

## Сюжет
Бетси Хоппер и Джейк Ловелл собираются связать друг друга узами брака и провести скромную свадебную церемонию. Когда начинается планирование торжества в дело вмешиваются родители молодых. Отец Бетси, Эдди — строитель с невысокими доходами, а вот родители жениха люди весьма состоятельные. Дабы не ударить в грязь лицом, он вынужден искать источник финансирования и занимает деньги у своего брата — известного мафиозо. В качестве компенсации он должен трудоустроить своего племянника Стива Ди. В результате происходит знакомство мафиозо Стива и сестры невесты — сотрудницы полиции Конни, которое пробуждает между ними чувства.
Между тем подготовка к свадьбе окончательно запутывается в попытках совместить несовместимое. Семьи жениха и невесты имеют еврейские и итальянские корни, кроме того церемонию следует провести в традициях вегетарианства и агностицизма.

## Критика
Фильм получил неоднозначные отзывы критиков. Авторитетный сайт «Rotten Tomatoes» дал ему 50 % «свежести». Рецензии на фильм включали такие комментарии, как «потрепанная смесь», «нарциссизм, цветущий, как амброзия».
Фильм был назван началом кинокарьеры Энтони ЛаПалья.

## В ролях
- Алан Алда — Эдди Хоппер
- Мэдлин Кан — Лола Хоппер
- Джо Пеши — Оскар Хеннер
- Джоуи Бишоп — отец Эдди
- Энтони Лапалья — Стив Ди
- Кэтрин О'Хара — Глория Хеннер
- Молли Рингуолд — Бетси Хоппер
- Элли Шиди — Конни Хоппер
- Берт Янг — Джорджи
- Джули Бовассо — бабушка
- Биби Беш — Нэнси Ловелл
- Дилан Уолш — Джейк Ловелл
- Камилла Савиола — Ангелика
- Сэмюэл Л. Джексон — эпизод

## Награды и номинации
- 1991 — номинация на премию Золотая малина
  - худшая актриса, худшая актриса второго плана